# 바이오시밀러
바이오시밀러(영어: biosimilar) 또는 동등생물의약품은 특허가 만료된 생물의약품에 대한 복제약을 말한다. 바이오 복제약, 바이오제네릭(Biogeneric)이라 부르기도 한다.
일반의약품은 화학합성 제제로 저분자 화합물이라, 동일한 성분을 화학적으로 합성하는 것이 가능하다. 따라서 이를 복제한 약품은 복제약(Generic)이라고 부른다. 그러나 바이오 의약품은 화학적으로 합성한 것이 아니라 동물세포나 효모, 대장균 등을 이용해 고분자의 단백질 제품을 만드는 과정을 거치므로, 동일한 제품을 복제할 수가 없다. 이러한 바이오 의약품을 따라서 만들 때에는 살아있는 세포를 통해서 제조해야 하는데, 완전히 동일하게 복제한 제품을 만들 수 없고 유사한 제품만을 만들 수 있다.

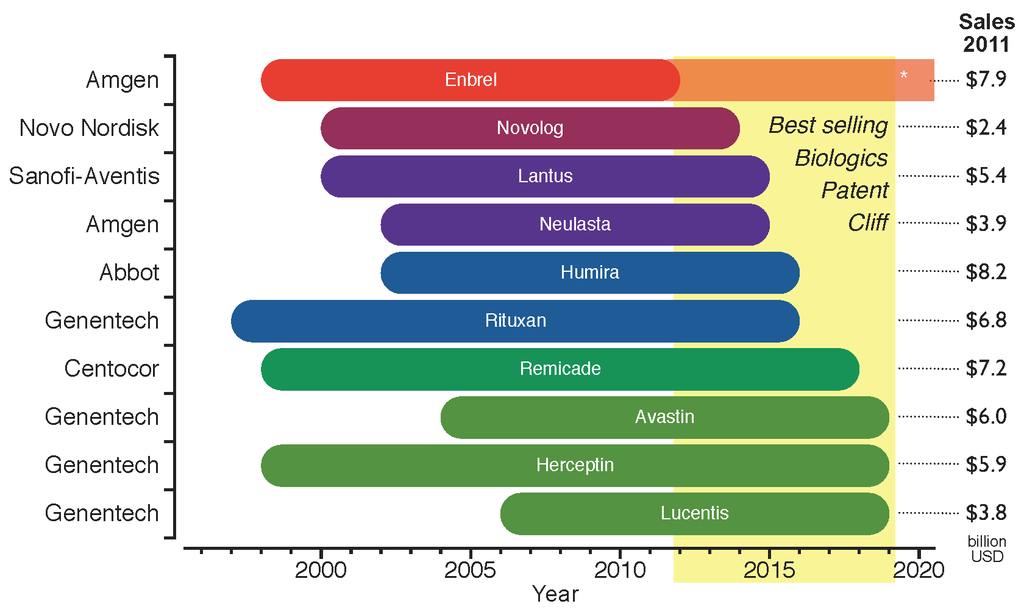
2012–2019 동안의 특허완료 상황. 2011년 상위 10 개 판매 바이오 의약품 특허 만료 날짜까지의 시장 독점 기간.
- 엔브렐은 1995년에 출원된 특허를 2011년에 17년 더 특허 수명 연장 승인을 부여받았다.

바이오시밀러의 경우 원래의 약과 동일한 공정으로 제조하지는 않으나 임상실험을 하여 혈액검사 결과 생물학적으로 거의 동일한 효과를 낼 경우 동등성인증을 받아 바이오시밀러로 인정된다. 동일하지는 않지만 유사하다는 의미에서 시밀러(similar)라는 표현을 하게 되어 바이오시밀러(biosimilar)라고 말하는 것이다.

## 대한민국에서 생산되는 바이오시밀러
- 셀트리온의 램시마(Remsima) — 레미케이드(Remicade)의 동등생물의약품 - (국내허가 2012.7) 류마티스 관절염, 강직성 척추염, 궤양성 대장염, 성인 크론병, 소아 크론병, 건선, 건선성 관절염
- 셀트리온의 허쥬마(Herzuma) — 허셉틴(Herceptin)의 동등생물의약품 - (국내허가 2015.7) 전이성 유방암과 조기 유방암, 전이성 위암
- 셀트리온의 트룩시마(Truxima) — 맙테라(Mabthera)의 동등생물의약품 - (국내허가 2014.1) 림프종, 류마티스관절염, 만성림프구성 백혈병, 베게너육아종증 및 현미경적 다발혈관염
- 한화케미칼의 다빅트렐(HD203) - 엔브렐(전세계 연매출1위 품목(연 9조원 시장/한국은 300억원))의 동등생물의약품(25mg/비교임상검못함) - 2014.11 시판허가 획득  보관됨 2015-07-07 - 웨이백 머신 --> 타회사에 기술이전후 철수 예정[1]
- 삼성바이오에피스의 브렌시스(SB4) (엔브렐(Enbrel)의 바이오시밀러) - 류머티즘 관절염 치료제 - (국내허가 2015.9)
- 삼성바이오에피스의 렌플렉시스(SB2) (레미케이드(Remicade)의 바이오시밀러) - (국내허가 2015.12) - 류머티즘 관절염 치료제 -
- 삼성바이오에피스의 하드리마(SB5) (휴미라(Humira)의 바이오시밀러) - (국내허가 2017.9) - 류머티즘 관절염 치료제 - 연14조원 시장
- 삼성바이오에피스의 SB9 - 란투스(Lantus) 바이오시밀러 - 당뇨병 치료제 - (국내허가 2017.1)
- 삼성바이오에피스의 삼페넷(SB3) (허셉틴(Heceptin)의 바이오시밀러) - 유방암 치료제 - (국내허가 2017.11)

## 대한민국에서 개발 중인 바이오시밀러
- LG생명과학 - 엔브렐 바이오시밀러 개발 중
- 대웅제약 - 엔브렐 바이오시밀러 개발 중
- 동아쏘시오홀딩스 - 엔브렐 바이오시밀러 개발 중
- 삼성바이오에피스의 SB8 - 아바스틴(Avastin) 바이오시밀러 - 대장암 치료제 (2017.12 현재 임상 3상 시험 중)
- 한화케미칼의 HD201, HD204, HD205 -  2016년 12월 기준으로, 바이오시밀러 사업은 중단.
- 에이프로젠 - 레미케이드 바이오 시밀러의 품목허가 중(급성백혈병 치료에 이용될 수 있는 이중항체에 관한 중국, 캐나다, 이스라엘 등 21개국 특허)

## 같이 보기
- 셀트리온
- 제네릭 의약품
- 삼성바이오로직스

## 참조문서
- 복제약과 바이오시밀러의 차이
- 2012년 식약처에서 발표한 바이오의약품 지원전략
- 셀트리온의 바이오의약품
- 삼성의 바이오시밀러 분야 진출  보관됨 2015-07-06 - 웨이백 머신
- 한화케미칼의 바이오시밀러